# ももいろインフラーZ
『ももいろインフラーZ』（ももいろインフラーゼット）は、TOKYO MXにて偶数月第1日曜日の11時00分から11時55分に放送されている、生活に欠かすことのできない道路・鉄道・上下水道・送電網・港湾・ダムといったインフラの重要性を楽しく学ぶバラエティ番組である。
2回の特別番組を経て、2023年4月2日よりレギュラー放送が開始された。
当番組は土木学会の土木広報大賞2023において最優秀賞を受賞した。

## 概要
道路・鉄道・上下水道・送電網・港湾・ダムといったインフラを学び、インフラを操る最強のインフラ戦士を養成するための組織「インフラーZ」に新人戦士として加入したももいろクローバーZのメンバー4人が、教官役の藤井聡の指導のもとでインフラの重要性を楽しみながら学んでいく番組である。
最初は特別番組として、2022年9月4日に第1回「治水」、2023年3月5日に第2回「道路」が放送された。そして2回の特別番組を経て、2023年4月から偶数月の第1日曜日にレギュラー放送が開始された。
TOKYO MXの動画配信サービスであるエムキャス（2024年6月末サービス終了）でも2024年6月2日放送分まで同時配信されていた。放送終了直後よりYouTube（TOKYO MX公式YouTubeチャンネル）で配信、TVerで見逃し配信がされている。YouTubeでは過去の放送もアーカイブとして見ることができる。
2024年6月2日は11時00分から11時54分に放送された。放送終了時間が1分早まり、当番組放送終了直後に当番組と関連するミニ番組『ももフラ+ NO RULE コラボ』が開始された。
2024年8月4日放送分より11時00分から11時55分の放送時間に戻された。
2024年12月1日放送分では同年10月11日に日本教育会館 一ツ橋ホールにて初めて番組公開収録が行われた模様が放送された。またこの放送回より楽天が運営する動画配信サービスRチャンネルでの同時配信が開始された。

## 出演者
- ももいろクローバーZ
  - 百田夏菜子
  - 玉井詩織
  - 佐々木彩夏
  - 高城れに
- 藤井聡

## 放送一覧

### 特別番組
| # | 放送日          | テーマ | 主な内容 | 備考 | 注釈   |
| - | --------------- | ------ | --- | ---- | ------ |
| 1 | 2022年 09月04日 | 治水   | 荒川の意外な歴史 2019年台風19号から東京の下町を守れ 建設業界を変える最新技術                                                                  |      | [ 13 ] |
| 2 | 2023年 03月05日 | 道路   | 歴史的偉人が!?日本初の本格的な道路計画 たった1人で!?高速道路を計画した人物 驚愕!首都高速道路の㊙最新技術 都心のインフラを守る巨大プロジェクト |      | [ 14 ] |

### レギュラー放送
| #  | 放送日          | テーマ         | 主な内容 | 備考                                        | 注釈   |
| -- | --------------- | -------------- | --- | ------------------------------------------- | ------ |
| 1  | 2023年 04月02日 | 地震対策       | 南海トラフ地震の巨大津波対策 静岡県の津波・地震対策 100年前に行われた東京の地震対策 新たな脅威への対策 |                                             | [ 15 ] |
| 2  | 06月04日        | 新幹線         | 日本初の新幹線を走らせた人物を調査せよ！ 地方創生の星 北陸新幹線を調査せよ！ 北陸新幹線 未来に向けた挑戦を調査せよ！ 未来の新幹線 リニア中央新幹線を調査せよ！                                                  |                                             | [ 16 ] |
| 3  | 08月06日        | 港             | 商船の原点「北前船」を調査せよ！ 東京湾の歴史を調査せよ！ 最新の水力発電を調査せよ！ 海を利用した未来の電力を調査せよ！                                                                                         |                                             | [ 17 ] |
| 4  | 10月01日        | 電力           | 日本が抱える電力の問題を調査せよ！ 戦後を救った水力発電を調査せよ！ 港が直面する課題を調査せよ！ 未来のエネルギーを調査せよ！                                                                                   |                                             | [ 18 ] |
| 5  | 12月03日        | 橋             | 大正時代 日本の橋を進化させた人物を調査せよ！ 世紀の難工事!本州-四国を結んだ“希望の橋”を調査せよ！ 日本の橋を守れ！進化する点検技術を調査せよ！ 老朽化を解決!?未来の橋を調査せよ！                              | 百田夏菜子 欠席                             | [ 19 ] |
| 6  | 2024年 02月04日 | 高潮           | 東京と高潮の闘いの歴史を調査せよ！ 東京の高潮対策の前線基地を調査せよ！ 高潮の新たな脅威から湾岸を守れ！ 進化する高潮対策を調査せよ！                                                                           |                                             | [ 20 ] |
| 7  | 04月07日        | トンネル       | トンネル技術の原点にして頂点！世紀の難工事を調査せよ！ 日本のトンネル技術を結集した東京湾アクアラインを調査せよ！ 東京湾アクアラインの㊙エリアを調査せよ！ 日本の未来を切り拓くトンネル技術の最前線を調査せよ！ |                                             | [ 21 ] |
| 8  | 06月02日        | まちづくり     | 災害のたびにバージョンアップ 東京のまちづくりを調査せよ！ 100年に1度の大変身！生まれ変わる渋谷を調査せよ！ 新たな街の形！歩きやすいまちづくりとは？ 地方都市再生の切り札を調査せよ！                            | ロケゲスト：吉川ひより（超ときめき♡宣伝部） | [ 22 ] |
| 9  | 08月04日        | 液状化防止     | 街を飲み込む液状化その防ぎ方を調査せよ！ 住民が団結して液状化を克服被害ゼロに抑えた奇跡の町 インフラを守る真夜中の大規模工事を調査せよ！ 液状化の脅威に挑む！革命をもたらす技術を調査せよ！                     | ロケゲスト：吉川ひより（超ときめき♡宣伝部） | [ 23 ] |
| 10 | 10月06日        | 道の駅         | 官民連携なのに爆速で誕生！？道の駅の始まりを調査せよ！ 地方創生の切り札となった道の駅を調査せよ！ 道の駅の新たな役割を調査せよ！ 進化し続ける道の駅！その次なるステージとは！？                                 | ロケゲスト：吉川ひより（超ときめき♡宣伝部） | [ 24 ] |
| 11 | 12月01日        | ダム           | 洪水を防ぐ治水を調査！ 全国から厳選した放流の魅力を調査せよ！ 観光拠点にもなる！？全国のひとクセある構造のダムを調査せよ！ ダムの構造美を忠実に再現！こだわりすぎるダムカレーを調査せよ！                       | 日本教育会館 一ツ橋ホールにて番組公開収録   | [ 25 ] |
| 12 | 2025年 02月02日 | 災害復旧・復興 | 安全神話の崩壊！阪神・淡路大震災の復旧を調査せよ！ 命の道を切り開け！東日本大震災の復旧を調査せよ！ 発生から1年！能登半島地震の復旧を調査せよ！ 東日本大震災の”超復興”を調査せよ！                              |                                             | [ 26 ] |
| 13 | 04月06日        | 空港           | 年間利用者数No.1 日本を支える羽田空港を調査せよ！ 日本の競争力を支える羽田空港を調査せよ！ 国際貿易の最前線！成田国際空港を調査せよ！ 知られざる地方空港の役割を調査せよ！                                      | ロケゲスト：吉川ひより（超ときめき♡宣伝部） | [ 27 ] |

### 特別編
| 放送日          | テーマ     | 主な内容                                                                | 備考                                                                                         | 注釈          |
| --------------- | ---------- | ----------------------------------------------------------------------- | -------------------------------------------------------------------------------------------- | ------------- |
| 2024年 01月02日 | 治水・道路 | 新春傑作選SP（第1夜、第2夜） 過去の人気回に新たなコメントを加えた特別編 | 放送時間 19:00 - 21:00 エムキャスでの同時配信あり YouTubeでの配信及びTVerでの見逃し配信なし  | [ 28 ] [ 29 ] |
| 01月03日        | 新幹線・港 | 新春傑作選SP（第1夜、第2夜） 過去の人気回に新たなコメントを加えた特別編 | 放送時間 19:00 - 21:00 エムキャスでの同時配信あり YouTubeでの配信及びTVerでの見逃し配信なし  | [ 28 ] [ 29 ] |
| 12月24日        | 液状化防止 | 『ももいろインフラーZ 傑作選』 過去放送回の再放送                       | 放送時間 17:00 - 18:00 Rチャンネルでの同時配信あり YouTubeでの配信及びTVerでの見逃し配信なし | [ 30 ] [ 31 ] |
| 12月25日        | まちづくり | 『ももいろインフラーZ 傑作選』 過去放送回の再放送                       | 放送時間 17:00 - 18:00 Rチャンネルでの同時配信あり YouTubeでの配信及びTVerでの見逃し配信なし | [ 30 ] [ 31 ] |
| 12月26日        | 高潮       | 『ももいろインフラーZ 傑作選』 過去放送回の再放送                       | 放送時間 17:00 - 18:00 Rチャンネルでの同時配信あり YouTubeでの配信及びTVerでの見逃し配信なし | [ 30 ] [ 31 ] |
| 12月27日        | ダム       | 『ももいろインフラーZ 傑作選』 過去放送回の再放送                       | 放送時間 17:00 - 18:00 Rチャンネルでの同時配信あり YouTubeでの配信及びTVerでの見逃し配信なし | [ 30 ] [ 31 ] |

## 音楽
- オープニングテーマ：ももいろクローバーZ「Z伝説 〜ファンファーレは止まらない〜」
- エンディングテーマ：ももいろクローバーZ「『Z』の誓い -ZZ ver.-」

なお、YouTubeでの配信ではオープニングテーマ及びエンディングテーマについて、他のBGMに差し替えられている。

## 受賞歴
- 土木学会「土木広報大賞2023」 最優秀賞：『ももいろインフラーZ』（ももいろインフラーZ 広報協議会）[1]

## ももいろインフラーZ 広報協議会
当番組は以下に示すゼネコン21社で構成された「ももいろインフラーZ 広報協議会」協議会会員各社による特別協力のもとで制作されている。
- 株式会社安藤・間
- 株式会社大林組
- 株式会社奥村組
- 鹿島建設株式会社
- 株式会社熊谷組
- 株式会社鴻池組
- 五洋建設株式会社
- 清水建設株式会社
- 株式会社錢高組
- 大成建設株式会社
- 株式会社竹中土木
- 鉄建建設株式会社
- 東亜建設工業株式会社
- 東急建設株式会社
- 東洋建設株式会社
- 戸田建設株式会社
- 飛島建設株式会社
- 西松建設株式会社
- 株式会社フジタ
- 前田建設工業株式会社
- 三井住友建設株式会社

ももいろインフラーZ 広報協議会各社による特別協力により、当番組は民放番組にもかかわらず、CMは一切流れない。

## 備考
- 2024年10月から愛知県のケーブルテレビ局スターキャットで毎週月曜日の21時より当番組が放送されている[33]。初回は2024年10月7日21時より「治水」回が放送された[2]。

## 関連番組

### ももフラ+ NO RULE コラボ
『ももフラ+ NO RULE コラボ』（ももフラプラス ノールールコラボ）は、2024年6月2日よりTOKYO MXにて『ももいろインフラーZ』放送直後に放送されているミニ番組である。
2024年6月2日は11時54分から12時00分までの6分、2024年8月4日は11時55分から12時00分までの5分放送された。2024年8月4日の放送を最後に当番組は放送されていない。（ただし、番組終了・休止などの告知はされていない。）
超ときめき♡宣伝部（超とき宣）のメンバーが全国を飛び回りインフラ関連企業の取材を行い、佐々木彩夏（ももいろクローバーZ）に世の中の役立つ最新技術や、携わる人々の思いをプレゼンする番組である。
2024年6月2日放送分についてはTOKYO MXの動画配信サービスであるエムキャス（2024年6月末サービス終了）でも同時配信されていた。
『ももいろインフラーZ』ではYouTube（TOKYO MX公式YouTubeチャンネル）での配信及びTVerでの見逃し配信が行われているが、当番組ではそれらの配信は行われていない。（2024年6月2日放送分については、取材された企業のJAPEX公式YouTubeチャンネルにて配信されている。）

#### 出演者
- 佐々木彩夏（ももいろクローバーZ）
- 超ときめき♡宣伝部
  - 辻野かなみ
  - 杏ジュリア
  - 坂井仁香
  - 小泉遥香
  - 菅田愛貴
  - 吉川ひより

#### 放送一覧
| # | 放送日          | テーマ                         | 超とき宣 出演者 | 主な内容                                               | 備考                                                       | 注釈   |
| - | --------------- | ------------------------------ | --------------- | ------------------------------------------------------ | ---------------------------------------------------------- | ------ |
| 1 | 2024年 06月02日 | JAPEX （石油資源開発株式会社） | 吉川ひより      | 日本のエネルギー資源を支えるJAPEXを調査せよ！          | 石油資源開発(JAPEX)公式YouTubeチャンネルにてアーカイブあり | [ 36 ] |
| 2 | 08月04日        | 株式会社 鰻楽                  | 吉川ひより      | うなぎの養殖から加工・販売まで手掛ける鰻楽を調査せよ！ | 見逃し配信・アーカイブなし                                 | [ 37 ] |

#### 関連リンク
- NRP_MUGEN COMPANY STAPLA (@MUGEN_STAPLA) - X（旧Twitter）